# Coudrecieux
Coudrecieux – miejscowość i gmina we Francji, w regionie Kraj Loary, w departamencie Sarthe.
Według danych na rok 2010 gminę zamieszkiwało 639 osób, a gęstość zaludnienia wynosiła 26 os./km².